# Rifaat Tourk
Rifaat Tourk (en hébreu : רפעת טורק, en arabe : رفعت ترك) est un footballeur international israélien, né le 16 septembre 1954 à Jaffa.
Il est le premier arabe israélien sélectionné en équipe nationale d'Israël.